# 鳳陽県
鳳陽県（ほうよう-けん）は中華人民共和国安徽省滁州市に位置する県。古くは鍾離県といい、唐代には濠州の治所が置かれた。明の太祖朱元璋の出身地。

## 行政区画
- 街道:中都街道、玄武街道
- 鎮:府城鎮、臨淮関鎮、武店鎮、西泉鎮、官塘鎮、劉府鎮、大廟鎮、殷澗鎮、総鋪鎮、紅心鎮、板橋鎮、大渓河鎮、小渓河鎮、棗巷鎮
- 郷:黄湾郷